# Triumph International
Triumph International — международный производитель нижнего белья, основанный в 1886 году в Хойбахе, Германия. Штаб-квартира компании находится в Бад-Цурцахе, Швейцария, с 1977 года, и она имеет филиалы в 45-ти странах. Помимо бренда Triumph, компания производит и распространяет продукцию под брендами sloggi и AMO's Style от Triumph. Triumph International  с 1960-х годов является лидером отрасли, особенно в области производства женского белья и одежды для сна. Акции немецкого филиала котировались на бирже до 2011 года.

## История
В 1886 году Иоганн Готфрид Шписхофер (нем. Johann Gottfried Spießhofer) и Михаэль Браун (нем. Michael Braun) основали в Хойбахе (Баден-Вюртемберг) фабрику по производству корсетов. Сначала они наняли шесть человек для работы на таком же количестве швейных машин. Число работников возросло до 150 человек в 1890 году, а в 1894 году они отправили свою первую экспортную продукцию за границу, в Англию. Только в 1902 году Шписхофер и Браун зарегистрировали марку Triumph под называнием, которое напоминало о парижской Триумфальной арке, а позднее к нему было добавлено International. После экономического бума в 1920-х годах спрос на классический корсет снизился, поэтому компания начала параллельное производство бюстгальтеров. В 1930-х годах Triumph International также начала производить грации. 
В 1933 году в Бад-Цурцахе (Швейцария) был создан первый иностранный филиал. После раздела Германии в 1949 году бренд Triumph International продолжил свою деятельность в ГДР, но деловая активность там фактически остановилась. Однако интернационализация компании продолжалась в последующий период, и начиная с 1950-х годов, были открыты офисы в Бельгии, Великобритании, Швеции, Норвегии и Австрии. Triumph International ещё больше расширилась в 1960 году, создав свою штаб-квартиру в Азиатско-Тихоокеанском регионе в Гонконге и открыв свой первый филиал в Японии в 1963 году. В то время наблюдатели уже описывали её как «хитрую паутину» компаний, часть которых была зарегистрирована в налоговых гаванях Лихтенштейна и Бермудских островов. В конце 1960-х годов доля Triumph International на рынке корсетных изделий в Германии составляла около 50%. 
В то время группа достигла уровня продаж около 620 миллионов немецких марок и насчитывала 22 600 работников. В середине 1960-х Triumph International ввела широкую электронную обработку данных. Вследствие экономического кризиса компания впервые столкнулась со значительными трудностями в начале 1970-х годов, а это означало, что ей даже пришлось ввести краткосрочную работу. Кризис также сказался на продажах колготок компании, которые они запустили в 1969 году и сняли с производства только через три года. В то же время Triumph International впервые начала выпускать изделия из более легких тканей с добавлением таких волокон, как: нейлон или лайкра.
В конце 1970-х был представлен новый бренд sloggi, под которым продавалось нижнее белье и другие товары с высоким содержанием хлопка. Компания перенесла свою штаб-квартиру из Германии в Швейцарию в 1977 году, и с тех пор штаб-квартира холдинга находится в Бад-Цурцахе. К 1986 году объём продаж увеличился до 996 миллионов швейцарских франков, а число сотрудников несколько сократилось — до 19 000 человек. В то же время продажи начались в Китайской Народной Республике, а с 1988 года отдельные продукты Triumph выпускались по лицензии в Восточной Германии для местного рынка. Это включало купальники в дополнение к нижнему белью. 
С поглощением двух французских  раскрученных брендов, HOM и Valisère, Triumph International вышла на рынок мужского нижнего белья и высококачественного женского нижнего белья. В то же время в 1995 году компания объявила, что в будущем она будет уделять больше внимания своему зонтичному бренду Triumph, который объединит несколько торговых марок. С этой целью была развёрнута рекламная кампания с участием Наоми Кэмпбелл и Хелены Кристенсен. В 1990-х годах компания Triumph International предприняла  ещё один этап международной экспансии, и с 1998 года она стала присутствовать на индийском субконтиненте. В 2001 году в Дунауйвароше (Венгрия) было открыто новейшее производственное предприятие, которое было со временем продано. Пройдя рубеж тысячелетий, Triumph стал одним из крупнейших производителей текстиля по объёму продаж на внутреннем рынке.
С 2008 по 2012 годы компания проводила мероприятие Triumph Inspiration Awards, на котором дизайнеры белья участвовали в соревнованиях  в рамках ежегодно меняющейся тематики. Конкурсные работы оценивались как по результатам голосования жюри, так и посетителей сайта конкурса. В 2009 году конкурс привлёк к себе более широкое внимание, особенно в связи с тем, что это мероприятие проходило в Лондоне. Первоначально местные соревнования проводились в странах-участницах до проведения международного финального конкурса. 
С 2012 года все коллекции Triumph International были протестированы на наличие вредных веществ и сертифицированы  в соответствии со стандартом Oeko-tex для текстиля, в то время как отдельные виды продукции были успешно протестированы ещё в 1993 году, когда была начата реализация этой инициативы. 
В последние годы компания расширилась, открывая новые собственные магазины и  приобретая своих конкурентов. В 2010 году Triumph International приобрела бренд Beldona, ведущего швейцарского дистрибьютора белья, а затем купила также других дистрибьюторов в Мексике и США. Triumph International AG со штаб-квартирой в Мюнхене, которая представляет  собой немецкий филиал, была снова полностью приобретена компанией в 2011 году путём исключения миноритарных акционеров; к настоящему времени она  преобразована в компанию GmbH (Triumph International GmbH). С тех пор акции компании больше не котируются на Франкфуртской фондовой бирже, и компания полностью принадлежит семьям Браунов и Шписоферов.

## Торговые марки
Торговая марка Triumph находится в центре внимания компании. Продукты делятся на несколько категорий для различных целевых групп, причём Triumph International, как правило,  ежегодно представляет несколько коллекций. По состоянию на 2010 год  для компании возросла важность корректирующей одежды, и продажа этих продуктов Triumph привлекла особое внимание. В 2013 году Triumph был признан одним из лучших брендов. В 2015 году бюстгальтер Magic Wire получил награду Red Dot Design Award; на выставке ISPO 2018 года почти бесшовный бюстгальтер Seamless Motion Sport BH от Triaction by Triumph получил награду ISPO в категории «Здоровье & фитнес». В 2019 году потребители, призванные влиятельным немецким торговым журналом Textilwirtschaft, проголосовали за Triumph как за самый популярный бренд производителя нательной одежды.
В конце 1970-х годов Triumph International запустила бренд хлопчатобумажного нижнего белья sloggi, сначала только для женщин, а затем и для мужчин (sloggi Men), и купальных костюмов (sloggi swim). Начиная с 1980-х годов Triumph International также ориентируется на молодых клиентов в возрасте до 25 лет с брендом BeeDees. Изделия отличаются фурнитурой и узорными тканями. В дополнение к sloggi и BeeDees, компания  с конца 1990-х годов также занимается маркетингом спортивных бюстгальтеров под маркой Triaction. В соответствии со стратегией компании, ориентированной на  свои ведущие мировые бренды, Triumph и sloggi, бренд BeeDees был продан в 2017 году Jansen Fashion Group (в Весселинге, Германия).
В 1980-х годах был приобретен HOM, французский производитель высококачественного нижнего белья для мужчин,  штаб-квартира которого находилась в Марселе. В начале 2015 года HOM была продана австрийской Huber Group, так как Triumph решила оптимизировать свой портфель. Valisère — это лейбл продукции верхнего ценового сегмента, который с 2007 года стал доступен также в Германии и использовался главным образом для женского нижнего белья класса люкс. 
Продукция Triumph распространяется как через торговых партнёров и универмаги, так и в собственных магазинах. К концу 2017 года компания построила сеть из 3600 контролируемых точек продаж в 120 странах, которые управляются самим Triumph, франчайзи или другими партнёрами. Кроме того, Triumph обслуживает 40 000 партнёров в розничной торговле. Компания является одним из крупнейших ретейлеров белья в Германии по количеству филиалов. Самый крупный по объёму торговых площадей филиал был открыт в дрезденской Centrum Gallery в 2012 году; в 2018 году был открыт магазин в гамбургском Jungfernstieg; другие ведущие магазины находятся, например, в Амстердаме, Берлине и Копенгагене. Кроме того, Triumph International управляет несколькими интернет-магазинами. Они были разработаны  с помощью Fulfillment service provider, который является частью Arvato.

## Критика
В 2002 году Triumph International была вынуждена закрыть свою фабрику в Мьянме в результате общественного давления. Швейцарская организация Public Eye, занимающаяся политическими исследованиями, и Кампания за чистую одежду (англ. Clean Clothes Campaign), деятельность которой направлена на улучшение условий труда в швейной промышленности, обвинили Triumph International в том, что она арендовала землю у военного режима страны и таким образом косвенно оказывала ему поддержку. В январе 2002 года Triumph International объявила, что закроет пострадавшую фабрику и предложит социальный план для оставшихся сотрудников, поскольку покупателя найти не удалось. Кроме того, она пояснила, что среди сотрудников не было принудительных работников. 
В октябре 2003 года саморегулируемый орган французской рекламной индустрии подверг критике Triumph International за кампанию в поддержку бренда sloggi. Мишенью акции протеста стала фотография на рекламных щитах скудно одетых женщин, которые демонстрировали стринги под лозунгом «Время стрингов». Было заявлено, что эта реклама унижает достоинство женщин и наносит ущерб общественному восприятию рекламы, но Triumph International не стала её корректировать. По той же причине Triumph International критиковали и ведущие французские политики, такие как Сеголен Руаяль.
В 2008 году Triumph International попала под обстрел после того, как в Таиланде была уволена женщина-президент местного профсоюза. Она появилась в тайской вечерней телепрограмме в футболке, на которой можно было увидеть неоднозначное политическое заявление. Этот рисунок соотносился с таким преступлением, как оскорбление величества, за что в Таиланде приговаривают к длительному тюремному заключению, и этот вопрос является весьма деликатным в Королевстве. Руководство компании полагало, что такое появление нанесло ущерб её публичному имиджу, и поэтому уволило упомянутого сотрудника. Один из тайских рабочих советов компании, Triumph International Labor Union, выразил протест и собрал 2500 подписей под петицией о переизбрании президента профсоюза, поддержанной в знак солидарности в Германии, в частности, молодежью ver.di, Объединённого профсоюза сферы услуг, (нем. Vereinte Dienstleistungsgewerkschaft). В ноябре 2008 года суд по трудовым спорам в Бангкоке признал увольнение законным. 
В конце 2009 года Triumph International стала предметом ещё большей критики после того, как массовые увольнения в Таиланде и на Филиппинах были встречены транснациональными протестами профсоюзов. Компания выразила сожаление по поводу этого шага и дала понять, что он был вызван глобальным экономическим кризисом. Однако, утверждения о том, что параллельно с сокращением штатов в Таиланде создавался ещё один центр, оказались неподтверждёнными.